# Región de Ayeyarwady
La región de Ayeyarwady es una división de Myanmar, que ocupa la región del delta del río Irrawady (también llamado río Ayeyarwady). Limita al norte con la división de Bago con la división de Rangún por el este y con el golfo de Bengala por el sur y el oeste. Es contigua al estado de Rakhine, en el noroeste. Esta división se encuentra entre los 15° 40' y los 18° 30' de latitud norte y entre los 94° 15' y 96° 15' de longitudo. Su población es superior a los 6 millones y medio de personas, lo que la convierte en la más poblada entre los estados y divisiones de Myanmar.

## Demografía
Los bamar y los karen forman la mayoría de la población, con una pequeña minoría de rakhine en las regiones costeras occidentales. La mayor parte de la población es budista, con pequeñas minorías de cristianos y musulmanes. El birmano es la lengua común.

## Ubicación
La región tiene los siguientes límites territoriales:
| Noroeste: Estado Rakáin    | Norte: Región de Bago | Noreste: Región de Bago |
| Oeste: Bahía de Bengala    |                       | Este: Región de Rangún  |
| Suroeste: Bahía de Bengala | Sur: Mar de Andamán   | Sureste: Mar de Andamán |

## Historia
La región del delta del río Ayeyarwady era tradicionalmente parte del reino Mon. Esta área paso a depender de los birmanos (y ocasionalmente de los Rakhine) en el siglo XI. Su historia refleja la del resto del bajo Birmania.

## Organización territorial
El estado se divide en 8 distritos con los siguientes municipios: